# The Eye (film, 2008)
Pour les articles homonymes, voir Eye.
Pour plus de détails, voir Fiche technique et Distribution.
The Eye, ou L'œil au Québec, est un film d'épouvante-horreur et fantastique américano-canadien réalisé par David Moreau et Xavier Palud, sorti en 2008. Jessica Alba et Alessandro Nivola interprètent les rôles principaux.
The Eye est le remake du film hongkongais du même titre, The Eye, sorti en 2002.

## Synopsis
Sydney Wells est une belle, intelligente et indépendante violoniste classique à succès de Los Angeles, aveugle depuis l'âge de cinq ans à cause d'un accident avec des pétards. Quinze ans plus tard, après la célébration de l'anniversaire du chef d'orchestre et  du pianiste Simon McCullough pendant les répétitions, Sydney subit une greffe de la cornée, ce qui lui rend la vue, un peu floue aux premiers abords. Alors que le temps passe, la vision de Sydney commence à s'améliorer. Cependant, elle commence également à voir des visions terrifiantes, la plupart du temps de feu et de gens mourants. Elle voit aussi une personne déjà morte, à une occasion, quand une fille passe à travers elle. Sydney tente de percer le mystère de ses visions, afin de convaincre les autres, principalement son thérapeute visuel, Paul Faulkner, qui l'aide dans sa quête. Elle sait qu'elle ne devient pas folle. Accompagné par Paul, Sydney se rend au Mexique, dont la donatrice de sa cornée, Ana Cristina Martinez, était originaire. La mère d'Ana lui apprend que les images de feu et de mort proviennent d'un accident industriel qu'Ana avait prédit. Ana s'est pendue, car elle avait été incapable d’empêcher l'accident. Sydney pardonne l'esprit d'Ana, qui la laisse en paix.
Alors que Sydney et Paul commencent leur voyage de retour, ils sont pris dans une perturbation de la circulation causé par une poursuite policière de l'autre côté de la frontière. Sydney voit la petite fille de sa vision dans la voiture à côté d'elle. Elle réalise alors que cela est ce que sa vision a été tout au long, un moyen pour sauver les gens qui sont sur le point de mourir d'un accident. Encore capable de voir les silhouettes des morts, Sydney commence à mettre tout le monde hors de la route, à commencer par un bus rempli de gens. Elle et Paul persuadent tout le monde de quitter le bus et les voitures en leur disant qu'il y a une bombe à l'intérieur de l'autobus. Cependant, un chauffeur conduisant à la poursuite policière se précipite à travers les barrières frontalières et entre en collision avec un camion-citerne, allumant des fuites d'essence dans le processus. Sydney voit la petite fille piégée dans la voiture, sa mère couché sur le sol en face d'elle, déjà frappé par un passager et une perte de conscience. Paul casse la fenêtre et prend la jeune fille. Paul et Sydney portent la fille et sa mère en sécurité juste avant que le camion-citerne provoque une explosion en chaîne. Sydney est aveuglé par des éclats de verre. Après la récupération à l'hôpital, elle retourne à Los Angeles pour continuer d'exercer en tant que violoniste aveugle, mais avec une vision plus optimiste de son état.

## Fiche technique
- Titre original et français : The Eye
- Titre québécois : L'œil
- Réalisation : David Moreau et Xavier Palud
- Scénario : Sebastian Gutierrez, d'après le scénario de Yuet-Jan Hui, Oxide Chun Pang et Danny Pang du film "The eye" sorti en 2002.
- Musique : Marco Beltrami
- Direction artistique : Naython Vane
- Décors : James H. Spencer
- Costumes : Michael Dennison
- Photographie : Jeff Jur
- Son : Michael Minkler, Tom Myers
- Montage : Patrick Lussier
- Production : Paula Wagner, Michelle Manning et Don Granger

Production exécutive : Jack L. Murray, Ogden Gavanski (Canada)
Production déléguée : Doug Davison, Roy Lee, Michael Paseornek, Peter Block, Peter Ho-Sun Chan, Mike Elliott, Darren Miller et Tom Ortenberg
Production associée : Sarah Baker Grillo
- Sociétés de production[1] : Cruise/Wagner Productions et VN Productions,
  - avec la participation de Lionsgate et Paramount Vantage,
  - en association avec Vertigo Entertainment
- Société de distribution :
  - États-Unis : Paramount Pictures
  - Belgique : Kinepolis Film Distribution (KFD)
  - France : Mars Distribution
- Budget : 22 millions de $[2]
- Pays d'origine :  États-Unis,  Canada
- Langues originales : anglais, espagnol
- Format[3] : couleur (Technicolor) - 35 mm - 2,35:1 (Cinémascope) - son Dolby Digital
- Genre : épouvante-horreur, fantastique, drame
- Durée : 98 minutes
- Dates de sortie[4] :
  - États-Unis, Canada : 1er février 2008
  - Belgique : 27 mars 2008 (Festival international du film fantastique de Bruxelles ; 9 avril 2008 (sortie nationale)
  - France : 9 avril 2008
- Classification[5] :
  -  États-Unis : Accord parental recommandé, film déconseillé aux moins de 13 ans (certificat #44048) (PG-13 - Parents Strongly Cautioned)[Note 1].
  -  Canada : Les enfants de moins de 14 ans doivent être accompagnées d'un adulte (14A - 14 Accompaniment).
  -  Québec : 13 ans et plus (13+ / 13 years and over).
  -  France : Tous publics avec avertissement (visa d'exploitation no 120020 délivré le 1er avril 2008)[6],[Note 2].

## Distribution

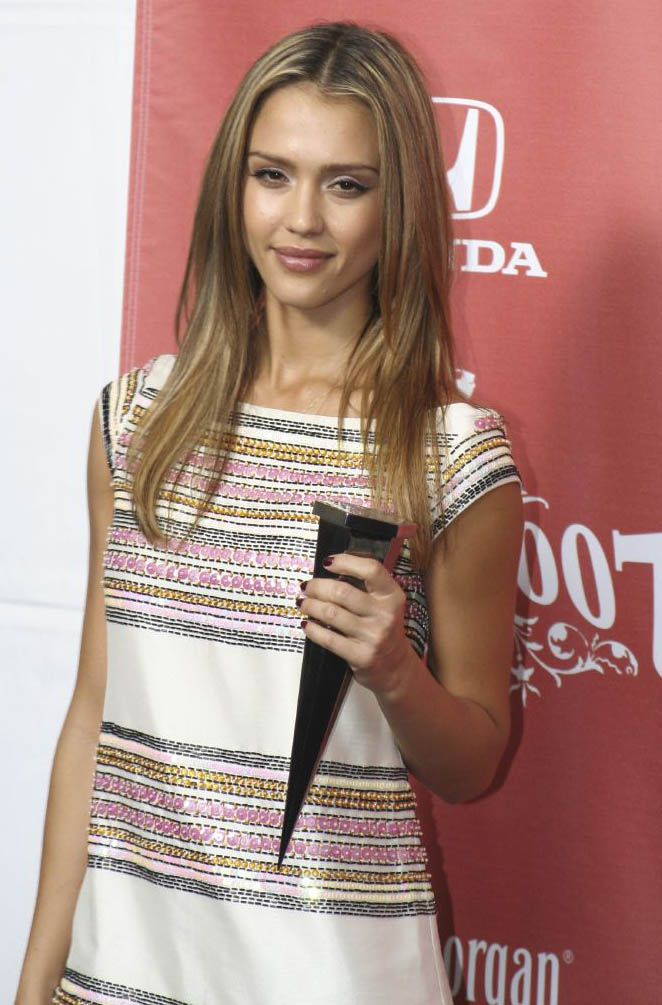
L'actrice principale Jessica Alba, récompensée aux Scream Awards 2007.

- Jessica Alba (VF : Cécile d'Orlando ; VQ : Catherine Bonneau) : Sydney Wells
- Alessandro Nivola (VF : Damien Boisseau ; VQ : Gilbert Lachance) : Docteur Paul Faulkner
- Parker Posey (VF : Dominique Westberg ; VQ : Anne Bédard) : Helen Wells
- Rade Serbedzija (VF : Féodor Atkine ; VQ : Frédéric Desager) : Simon McCullough
- Fernanda Romero : Ana Christina Martinez
- Rachel Ticotin (VF : Léonor Galindo ; VQ : Claudine Chatel) : Rosa Martinez
- Obba Babatundé (VF : Denis Boileau) : Docteur Haskins
- Danny Mora (VF : Gérard Sergue ; VQ : Manuel Tadros) : Miguel
- Chloë Grace Moretz (VF : Manon Corneille ; VQ : Juliette Garcia) : Alicia Millstone
- Kevin K. : Tomi Cheung
- Tamlyn Tomita : Madame Cheung
- Zak Santiago (VF : Benjamin Penamaria ; VQ : Frédéric Paquet) : Emilio
- Esodi Geiger : Infirmière
- Karen Austin : Madame Hillman
- James Salas (VF : Yann Guillemot) : Jim
- Brett O'Mara : Brett
- Landall Goolsby : Alex
- Sarah E. Baker : Cousin Sarah
- Laura Slowinski : Cynthia

## Accueil

### Box-office
- Recette : [réf. souhaitée]
  -  Mondial : 2 janvier 2012 ~ 56 964 642 $ US
  -  États-Unis : 10 avril 2009 : ~ 31 418 697 $ US
  -  France : 2 janvier 2012 ~ 266 816 entrées

## Distinctions
Entre 2008 et 2009, The Eye a été sélectionné 6 fois dans diverses catégories et a remporté 2 récompenses,.

### Récompenses
- Prix de la bande-annonce d'or 2008 : Prix de la bande-annonce d’or de la Meilleure affiche de film d'horreur.
- Prix du jeune public 2008 : Prix du jeune public de la Meilleure actrice dans un film d'horreur / thriller décerné à Jessica Alba[7],[8].

### Nominations
- Prix de la bande-annonce d'or 2008 : Meilleur thriller.
- Prix Fright Meter (Fright Meter Awards) 2008 : Meilleure actrice dans un second rôle pour Parker Posey.
- Prix Scream 2008 : Meilleur remake.
- Prix Razzie 2009 : Pire actrice pour Jessica Alba[7],[8].